# Bray-Saint-Christophe
Bray-Saint-Christophe település Franciaországban, Aisne megyében. Lakosainak száma 65 fő (2022. január 1.). Bray-Saint-Christophe Aubigny-aux-Kaisnes, Douchy, Dury, Fluquières és Tugny-et-Pont községekkel határos.

## Népesség
A település népességének változása:
| Lakosok száma | 83   | 55   | 72   | 77   | 72   | 68   | 67   | 68   | 67   | 65   |
|               | 1968 | 1982 | 1990 | 2006 | 2013 | 2015 | 2017 | 2019 | 2020 | 2022 |